# 卢卡奇 (埃斯泰尔戈姆总主教)
卢卡奇（匈牙利語：Lukács；约1120年—1181年）是匈牙利王国的天主教神职人员、教宗使节、埃格尔主教、第17任埃斯泰尔戈姆总主教，12世纪匈牙利政治和教会生活中最具影响力的人物之一。他可能是第一位熟悉《格拉提安教令集》的匈牙利神职人员。
卢卡奇一般被认为是出身在一个富有且有影响力的贵族家族中，但史料对于他的家庭出身并不确定。他是巴黎大学的首批匈牙利学生之一。当他返回匈牙利后，他在匈牙利天主教会迅速上升，很快就担任了匈牙利天主教会内的至高圣职——埃斯泰尔戈姆总主教。作为盖佐二世在其统治时期后期的亲信，卢卡奇对国家的外交事务和政策产生了重大的影响。盖佐二世逝世后，卢卡奇在阿尔帕德王朝接下来的王位纷争中坚定支持伊什特万三世，当时伊什特万三世的统治受到他的两位叔父的争夺。卢卡奇反对拜占庭帝国和神圣罗马帝国在此时对匈牙利的干预行为。卢卡奇与伊什特万三世之弟、其继任者贝拉三世之间的关系复杂多变。他激进的格列高利改革立场（即极端格列高利主义）所体现的严苛和不妥协性，在他总主教任期的最后十年削弱并挑战了他与圣座的伙伴关系和联盟。